# مقاطعة كوفي (ألاباما)
مقاطعة كوفي (بالإنجليزية: Coffee County, Alabama)‏ هي إحدى مقاطعات ولاية ألاباما في الولايات المتحدة. تأسست سنة 1841، بلغ عدد سكانها 49948 نسمة في عام 2010 حسب إحصاء مكتب تعداد الولايات المتحدة وتصل الكثافة السكانية فيها 28.3 نسمة/كم2.

## أعلام
- أليكس ريوس
- زيغ زيغلر

## وصلات خارجية
- www.coffeecounty.us